# رينيدي سينغ
بوتسانغبام رينيدي سينغ (بالإنجليزية: Potsangbam Renedy Singh) (مواليد 20 يونيو 1979 في إيمفال) لاعب كرة قدم هندي دولي يجيد اللعب في مركز الوسط . يلعب حاليا لصالح نادي كينغفيشر إيست بنغال الهندي منذ سنة 2008 .

## حياته المهنية
لعب ب. رينيدي سينغ مع كل من نادي موهون باغان لكرة القدم، نادي إيست بنغال، نادي يونايتد أس.سي، نادي أف.سي.

## روابط خارجية
- رينيدي سينغ على موقع الاتحاد الدولي (مؤرشف)  (الإنجليزية)
- رينيدي سينغ على موقع قاعدة بيانات كرة القدم.إي يو (الإنجليزية)
- رينيدي سينغ على موقع ناشيونال فوتبول تيمز (الإنجليزية)
- رينيدي سينغ على موقع Soccerway.com (الإنجليزية)
- رينيدي سينغ على موقع عالم كرة القدم.نت (الإنجليزية)
- رينيدي سينغ على موقع GSA (الإنجليزية)